# Championnat de Slovaquie de football 2000-2001
Navigation
Saison précédente Saison suivante
La saison 2000-2001 du Championnat de Slovaquie de football était la 8e édition de la Slovak Superliga, le championnat de première division de Slovaquie. Les 10 meilleurs clubs du pays sont regroupés au sein d'une poule unique où chaque formation rencontre quatre fois tous ses adversaires, deux fois à domicile et deux fois à l'extérieur. Le dernier du classement en fin de saison est relégué et remplacé par le club champion de deuxième division.
L'Inter Bratislava finit en tête du championnat et remporte le 2e titre de champion de Slovaquie de son histoire. Il termine avec 9 points d'avance sur le Slovan Bratislava. L'Inter Bratislava réalise un nouveau doublé Coupe-championnat en battant le MFK Ružomberok en finale de la Coupe de Slovaquie.

## Les 10 clubs participants
- Slovan Bratislava
- Inter Bratislava
- Tatran Presov
- Spartak Trnava
- AS Trencin
- MSK Zilina
- Matador Puchov - Promu de D2
- MFK Kosice
- MFK Ružomberok
- FC Artmedia Bratislava

## Compétition

### Classement
Le barème de points servant à établir le classement se décompose ainsi :
- Victoire : 3 points
- Match nul : 1 point
- Défaite : 0 point

| Rang | Équipe                   | Pts | J  | G  | N  | P  | Bp | Bc | Diff |
| ---- | ------------------------ | --- | -- | -- | -- | -- | -- | -- | ---- |
| 1    | Inter Bratislava (T) (C) | 70  | 36 | 25 | 5  | 6  | 73 | 28 | +45  |
| 2    | Slovan Bratislava        | 61  | 36 | 21 | 8  | 7  | 84 | 49 | +35  |
| 3    | MFK Ružomberok           | 57  | 36 | 15 | 10 | 11 | 51 | 48 | +3   |
| 4    | FC Artmedia Petržalka    | 53  | 36 | 15 | 9  | 12 | 59 | 55 | +4   |
| 5    | MSK Zilina               | 47  | 36 | 11 | 12 | 13 | 41 | 46 | -5   |
| 6    | FK Matador Púchov (P)    | 47  | 36 | 9  | 13 | 14 | 47 | 53 | -6   |
| 7    | FC Tatran Presov         | 46  | 36 | 10 | 10 | 16 | 44 | 54 | -10  |
| 8    | AS Trenčín               | 41  | 36 | 11 | 6  | 19 | 35 | 59 | -24  |
| 9    | 1.FC Kosice              | 39  | 36 | 10 | 7  | 19 | 42 | 61 | -19  |
| 10   | FC Spartak Trnava        | 37  | 36 | 8  | 10 | 18 | 39 | 62 | -23  |

|  | Qualifié pour la Ligue des Champions 2001-2002                                            |
|  | Qualifié pour la Coupe UEFA 2001-2002                                                     |
|  | Qualifié pour la Coupe Intertoto 2001                                                     |
|  | Relégation en deuxième division                                                           |
|  | (T) : Tenant du titre (C) : Vainqueur de la Coupe de Slovaquie (P) : Promu de 2e division |

## Bilan de la saison
| Championnat de Slovaquie de football 2000-2001 |                             |
| Champion                                       | Inter Bratislava (2e titre) |
| Coupes et trophées                             |                             |
| Vainqueur de la Coupe de Slovaquie 2000-2001   | Inter Bratislava            |
| Qualifications continentales                   |                             |
| Ligue des champions 2001-2002                  | Inter Bratislava            |
| Coupe UEFA 2001-2002                           | Slovan Bratislava           |
| Coupe UEFA 2001-2002                           | MFK Ružomberok              |
| Coupe Intertoto 2001                           | FC Artmedia Bratislava      |
| Promotions et relégations                      |                             |
| Promus en Slovak Superliga                     | FK ZTS Dubnica              |
| Relégués en Slovak First League                | Spartak Trnava              |